# 贝特霍尔德 (巴伐利亚公爵)

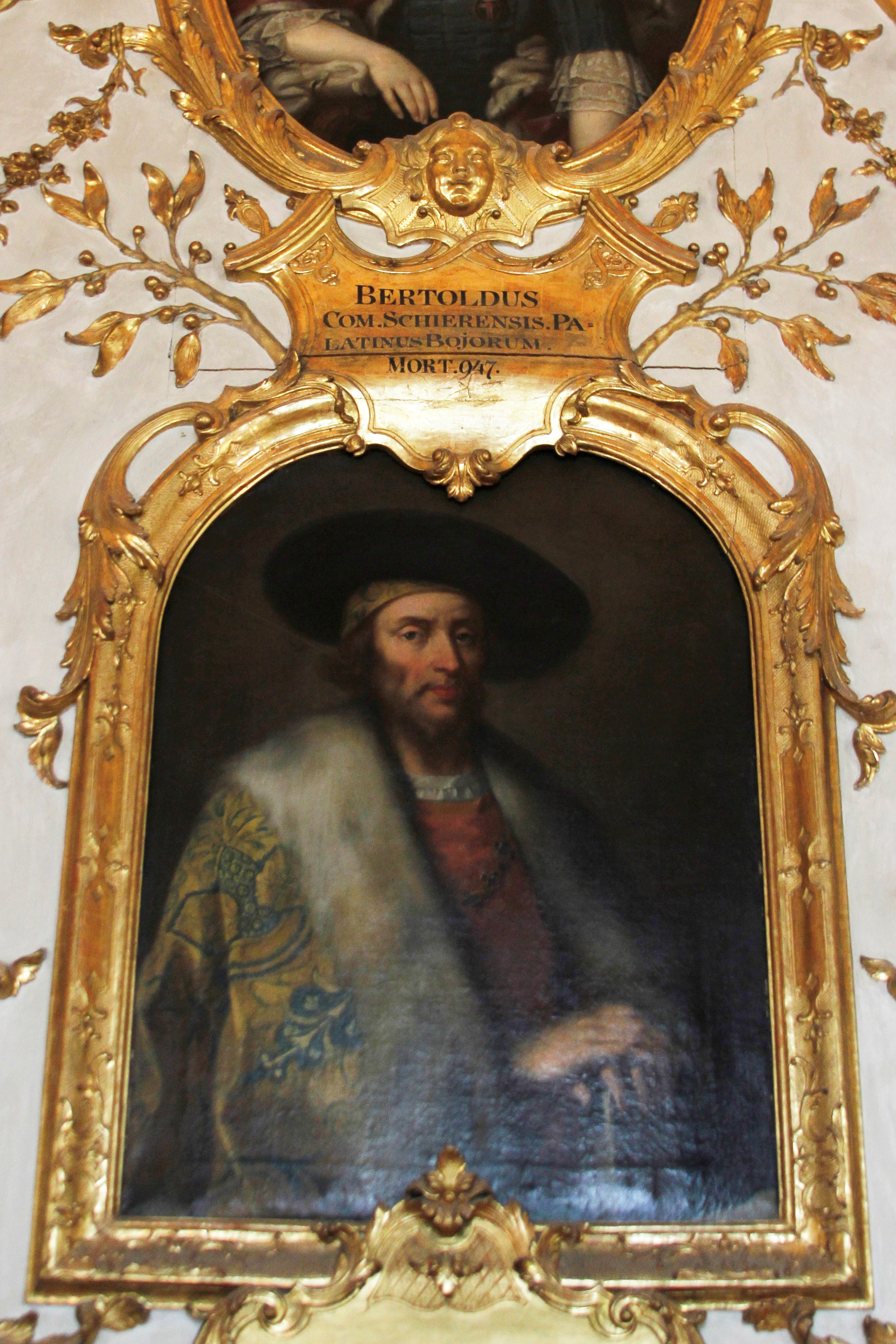
贝特霍尔德像

贝特霍尔德（900年—947年11月23日），出身利奥波丁家族，是巴伐利亚边境伯爵利奥波丁和士瓦本公爵埃尔香格之妹库妮古恩德的次子。938年继侄子埃贝哈德为巴伐利亚公爵。
926年其兄“恶人”阿努尔夫担任巴伐利亚公爵时，贝特霍尔德为卡林提亚边境领的一个伯爵。927年国王亨利一世任命贝特霍尔德为卡林提亚公爵。938年阿努尔夫的儿子埃贝哈德因为试图维持巴伐利亚的自治地位而被国王奥托一世罢黜并流放，贝特霍尔德因此被任命为下一任巴伐利亚公爵。
与其兄任内不同，作为巴伐利亚公爵的贝特霍尔德无权任免辖区内主教，也无权管理王室财产。尽管如此他终生对奥托王室忠心耿耿。贝特霍尔德曾试图娶奥托的妹妹，也是前任洛林公爵吉塞尔伯特的遗孀戈尔倍加为妻，也打过她姐姐海德薇希（伟大的于格之妻）的主意，但计划都落空了。最后939年前后他娶了一个叫比尔楚德的巴伐利亚贵族女子。943年，贝特霍尔德在韦尔斯之战中取得胜利，减缓了马扎尔人入侵的步伐。
贝特霍尔德继任巴伐利亚公爵之后，卡林提亚和巴伐利亚又一次形成了共主的局面。947年贝特霍尔德去世，由于其子亨利尚年幼，奥托把巴伐利亚公国转封给了自己的弟弟，同时也是阿努尔夫的女婿的亨利。作为补偿，976年贝特霍尔德的儿子亨利受封卡林提亚公国。
贝特霍尔德葬于尼德拉尔泰希修道院。